# Vertrag von Wien (1656)
Der Vertrag von Wien (polnisch Umowa wiedeńska) wurde 1656 während des Zweiten Nordischen Kriegs in Wien zwischen dem polnisch-litauischen König Johann II. Kasimir und dem Kaiser Ferdinand III. geschlossen.

## Vorgeschichte
Polen-Litauen befand sich in den 1650er Jahren in einer schwierigen Lage. 1648 war der Chmelnyzkyj-Aufstand der Saporoger Kosaken ausgebrochen und 1655 fiel der schwedische König Karl X. Gustav in Polen-Litauen ein. Johann II. Kasimir suchte Unterstützung bei den Habsburgern.

## Beschlüsse
Ferdinand III. war bereit Johann II. Kasimir mit 4000 Mann zu unterstützen. Der Vertrag wurde im Dezember 1656 verhandelt und im März 1657 unterzeichnet.

## Nachgang
Johann II. Kasimir war von der geringen Unterstützung der Habsburger enttäuscht. Zudem verstarb Ferdinand III. wenige Tage nach Abschluss des Vertrags. Sein Nachfolger Leopold I. schloss mit Johann II. Kasimir 1657 einen neuen Beistandsvertrag.